# Barbus miolepis
Barbus miolepis es una especie de peces de la familia de los Cyprinidae en el orden de los Cypriniformes.

## Morfología
Los machos pueden llegar alcanzar los 12,5 cm de longitud total.

## Hábitat
Es un pez de agua dulce.

## Distribución geográfica
Se encuentra en la cuenca del río Congo (salvo el río Luapula y el lago Moers), el río Okavango y el curso superior del Zambeze.  